# Ширяев, Максим Дмитриевич
Максим Дмитриевич Ширяев (28 сентября 1975; Москва, СССР) — российский футболист, играл на позиции полузащитника.

## Карьера
Воспитанник московской школы ФШМ. Профессиональную карьеру начал в 1993 году в клубе «Мосэнерго». В 1995 году перешёл в московское «Торпедо», однако сначала играл за дублирующую команду в третьей лиге. 2 октября 1996 года в домашнем матче 30-го тура против нижегородского «Локомотива» дебютировал за клуб в Высшей лиге, выйдя на замену на 89-й минуте встречу вместо Ивана Паземова. В январе 1998 года находился на просмотре в «Мосэнерго». Вскоре подписал контракт с клубом и попал в заявку команды на участие в чемпионате России во втором дивизионе. В феврале 2000 года находился на просмотре в саратовском «Соколе», но клубу не подошёл. С 2004 по 2006 годы выступал за «Спартак» Щёлково, в котором и завершил профессиональную карьеру. Далее играл за клубы «Дмитров» и «Олимп-Скопа», участвовавшие в ЛФЛ — первенстве России среди ЛФК.